# Speedway Junky
Speedway Junky es una película de 1999 escrita y dirigida por Nickolas Perry. Es protagonizada por Jesse Bradford, Jordan Brower, Jonathan Taylor Thomas y Daryl Hannah.

## Trama
Un vagabundo ingenuo se escapa de su padre con la esperanza de estar en el circuito de carreras de coches. En Las Vegas, conoce a una joven artista, quien se enamora de él. Luego, es presentado a una pandilla liderada por un joven buscavidas. Obtiene una lección en el lado salvaje, involucrádose en una situación tras otra.

## Elenco
- Jesse Bradford como Johnny.
- Jordan Brower como Eric.
- Jonathan Taylor Thomas como Steve.
- Daryl Hannah como Veronica.
- Tiffani Thiessen como Wilma Price.
- Patsy Kensit como Donna.
- Justin Urich como Scooby.
- Adrienne Frantz como Kelley.
- Patrick Renna como Bud.
- Erik Alexander Gavica como J.T.
- Timothy McNeil como Russel.
- Warren G como Brentley Shaw.